# Bahnstrecke Torgau–Belgern
| Streckennummer: | 6841                    |                                        |                                        |
| Kursbuchstrecke: | 153n (1934) 178c (1946) |                                        |                                        |
| Streckenlänge: | 17,11 km                |                                        |                                        |
| Spurweite: | 1435 mm (Normalspur)    |                                        |                                        |
| Minimaler Radius: | 450 m                   |                                        |                                        |
| |                         |                                        |                                        |
| \| \| \| von Cottbus \| \| \| \| \| von Pretzsch (Elbe) \| \| \| \| 0,00 \| Torgau \| Torgau \| \| \| \| nach Halle (Saale) und nach Leipzig \| \| \| \| 3,00 \| Entenfang \| Entenfang \| \| \| 3,20 \| Brücke Zinnaer Flut \| Brücke Zinnaer Flut \| \| \| 3,50 \| Brücke Schwarzer Graben \| Brücke Schwarzer Graben \| \| \| 4,90 \| Brücke Ellergraben \| Brücke Ellergraben \| \| \| 5,82 \| Pflückuff \| Pflückuff \| \| \| 6,22 \| Durchlass Röhrgraben 2 \| Durchlass Röhrgraben 2 \| \| \| 10,09 \| Mehderitzsch \| Mehderitzsch \| \| \| 11,10 \| Durchlass Weßniger Bach \| Durchlass Weßniger Bach \| \| \| 11,70 \| Durchlass Bach \| Durchlass Bach \| \| \| 12,28 \| Durchlass Bach \| Durchlass Bach \| \| \| 13,23 \| Mahitzschen \| Mahitzschen \| \| \| 13,95 \| Durchlass Bach \| Durchlass Bach \| \| \| 14,28 \| Bach \| Bach \| \| \| 14,82 \| Bachbrücke \| Bachbrücke \| \| \| 15,20 \| Durchlass Bach \| Durchlass Bach \| \| \| 15,90 \| Durchlass Zittelbach \| Durchlass Zittelbach \| \| \| 17,11 \| Belgern \| Belgern \| \| \| 17,30 \| Anschl. Steinzeugwerk Belgern (1200 m) \| Anschl. Steinzeugwerk Belgern (1200 m) \| \| \| \| \| \| |                         |                                        |                                        |
| Strecke |                         | von Cottbus                            | von Cottbus                            |
| Abzweig geradeaus und ehemals von rechts |                         | von Pretzsch (Elbe)                    | von Pretzsch (Elbe)                    |
| Bahnhof | 0,00                    | Torgau                                 | Torgau                                 |
| Abzweig ehemals geradeaus und nach rechts |                         | nach Halle (Saale) und nach Leipzig    | nach Halle (Saale) und nach Leipzig    |
| Haltepunkt / Haltestelle (Strecke außer Betrieb) | 3,00                    | Entenfang                              | Entenfang                              |
| Brücke über Wasserlauf (Strecke außer Betrieb) | 3,20                    | Brücke Zinnaer Flut                    | Brücke Zinnaer Flut                    |
| Brücke über Wasserlauf (Strecke außer Betrieb) | 3,50                    | Brücke Schwarzer Graben                | Brücke Schwarzer Graben                |
| Brücke über Wasserlauf (Strecke außer Betrieb) | 4,90                    | Brücke Ellergraben                     | Brücke Ellergraben                     |
| Haltepunkt / Haltestelle (Strecke außer Betrieb) | 5,82                    | Pflückuff                              | Pflückuff                              |
| Brücke (Strecke außer Betrieb) | 6,22                    | Durchlass Röhrgraben 2                 | Durchlass Röhrgraben 2                 |
| Bahnhof (Strecke außer Betrieb) | 10,09                   | Mehderitzsch                           | Mehderitzsch                           |
| Brücke (Strecke außer Betrieb) | 11,10                   | Durchlass Weßniger Bach                | Durchlass Weßniger Bach                |
| Brücke (Strecke außer Betrieb) | 11,70                   | Durchlass Bach                         | Durchlass Bach                         |
| Brücke (Strecke außer Betrieb) | 12,28                   | Durchlass Bach                         | Durchlass Bach                         |
| Bahnhof (Strecke außer Betrieb) | 13,23                   | Mahitzschen                            | Mahitzschen                            |
| Brücke (Strecke außer Betrieb) | 13,95                   | Durchlass Bach                         | Durchlass Bach                         |
| Brücke (Strecke außer Betrieb) | 14,28                   | Bach                                   | Bach                                   |
| Brücke (Strecke außer Betrieb) | 14,82                   | Bachbrücke                             | Bachbrücke                             |
| Brücke (Strecke außer Betrieb) | 15,20                   | Durchlass Bach                         | Durchlass Bach                         |
| Brücke (Strecke außer Betrieb) | 15,90                   | Durchlass Zittelbach                   | Durchlass Zittelbach                   |
| Bahnhof (Strecke außer Betrieb) | 17,11                   | Belgern                                | Belgern                                |
| Strecke (außer Betrieb) | 17,30                   | Anschl. Steinzeugwerk Belgern (1200 m) | Anschl. Steinzeugwerk Belgern (1200 m) |
| |                         |                                        |                                        |

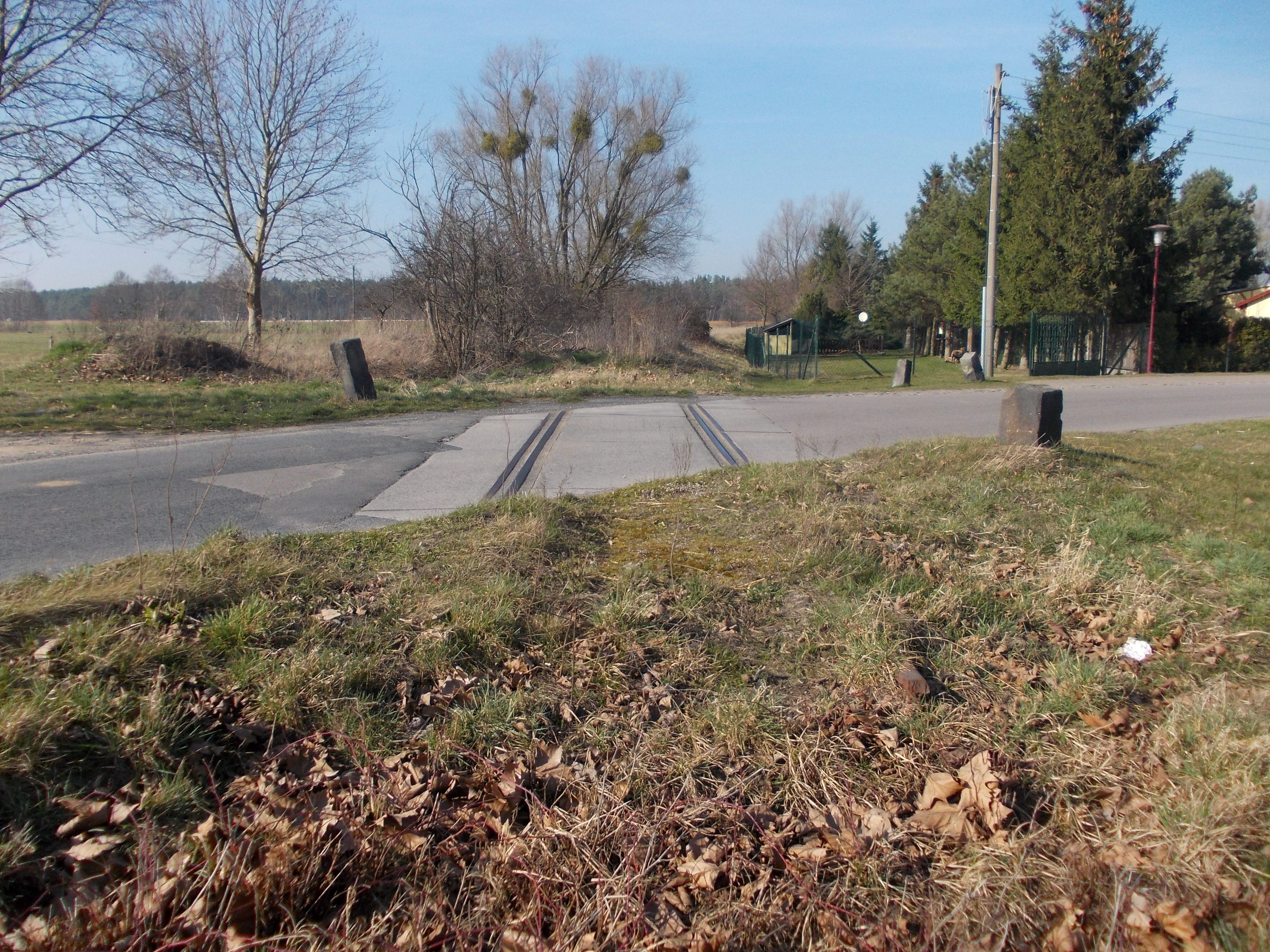
Reste der Bahnstrecke Torgau-Belgern in Mehderitzsch (Stadt Torgau), 2014

Die Bahnstrecke Torgau–Belgern war eine normalspurige Nebenbahn im heutigen Freistaat Sachsen. Sie verlief von Torgau an der Bahnstrecke Halle–Cottbus in das 17 km entfernte Belgern.

## Geschichte

### Vorgeschichte und Bau
Schon ab dem Jahre 1878 bemühte sich die in der preußischen Provinz Sachsen gelegene Stadt Belgern um einen Bahnanschluss. Aber erst nach 1900 wurden die Pläne für die Strecke durch die Unterstützung des Preußischen Kriegsministeriums konkreter, da sie vor allem die militärischen Anlagen in der Dahlener Heide besser erschließen sollte. Schließlich verabschiedete der preußische Landtag am 30. Juni 1911 das Gesetz zum Bau und Betrieb der Nebenbahn Torgau–Belgern. Am 27. Juli 1914 begann das Schöneberger Eisenbahnregiment Nr. 1 mit den Bauarbeiten an der neuen Strecke.
Der Abschnitt von Torgau bis Mehderitzsch war bereits ab dem 16. November 1914 für den Güterverkehr befahrbar. Die gesamte Strecke wurde am 2. Januar 1915 für den Güterverkehr und am 1. April schließlich auch für den Personenverkehr eröffnet.

### Betrieb
Bis zum Jahre 1928 gab es täglich drei Zugpaare, die als gemischte Güter- und Personenzüge verkehrten. Nach der Trennung dieser Verkehrsarten durch die Deutsche Reichsbahn kam in den 1930er Jahren ein Triebwagen zum Einsatz.
1960 erhielt das Steinzeugwerk Belgern ein eigenes Anschlussgleis in Verlängerung der Strecke.
Die Deutsche Reichsbahn stellte den Personenverkehr – trotz eines konstanten Verkehrsaufkommens – am 30. September 1962 überraschend ein. Ein Grund dafür war die parallel verlaufende Fernverkehrsstraße mit ihrem dichten Linienbusverkehr. 1971 wurden die Ladestellen Pflückuff und Mahitzschen geschlossen.
Das Steinzeugwerk Belgern sorgte noch bis 1991 für eine sporadische Bedienung der Eisenbahnstrecke, bis sie am 31. Dezember 1995 endgültig stillgelegt wurde. Im November 2004 begann der Rückbau von Gleisen und Anlagen.